# Armascirus javanus
Armascirus javanus är en spindeldjursart som beskrevs av Corpuz-Raros och Gruèzo 2007. Armascirus javanus ingår i släktet Armascirus och familjen Cunaxidae. Inga underarter finns listade i Catalogue of Life.